# Majowy Wyścig Klasyczny - Lublin
Majowy Wyścig Klasyczny - Lublin est une course cycliste polonaise. Créée en 2000, elle a fait partie du calendrier de l'Union cycliste internationale en catégorie 1.5. En 2005, elle a intégré l'UCI Europe Tour en catégorie 1.2. Elle n'a pas été organisée en 2006 et 2007.

## Palmarès
| Année     | Vainqueur          | Deuxième           | Troisième            |
| --------- | ------------------ | ------------------ | -------------------- |
| 2000      | Piotr Chmielewski  | Marcin Lewandowski | Slawomir Chrzamowski |
| 2001      | Piotr Przydział    | Zbigniew Piatek    | Piotr Chmielewski    |
| 2002      | Oleksandr Klymenko | Bogdan Bondariew   | Robert Radosz        |
| 2003      | Piotr Mazur        | Oleksandr Klymenko | Slawomir Chrzamowski |
| 2004      | Piotr Przydział    | Wojciech Pawlak    | Lukasz Podolski      |
| 2005      | Cezary Zamana      | Wojciech Pawlak    | Ondrej Fadrny        |
| 2006-2007 | Non-disputé        | Non-disputé        | Non-disputé          |
| 2008      | Mateusz Mróz       | Marek Rutkiewicz   | Dariusz Baranowski   |